# Chelonus notaulii
Chelonus notaulii är en stekelart som beskrevs av Rao och Chalikwar 1971. Chelonus notaulii ingår i släktet Chelonus och familjen bracksteklar. Inga underarter finns listade i Catalogue of Life.